# Taishan
Taishan (泰山 ; in pinyin Táishān; in dialetto locale Hoisan [hɔi˨san˧]; in cantonese Toisan; varianti: Toishan, Toisaan) è una città della Cina, nella provincia del Guangdong di 907 044 abitanti (2020). È una città-distretto della prefettura di Jiangmen. Esiste un dialetto di Taishan, che fa parte del gruppo Siyi del cantonese.
Il suo primo nome era Xinning, veniva chiamata anche Sunning, ma, per evitare la confusione con altre città come quella omonima del Hunan, fu chiamata Taishan nel 1914, anche se ciò crea confusione con quello di Tai Shan, una montagna dello Shandong.
Si stima che 75% dei cinesi emigrati nella prima metà del Novecento venissero da Taishan: per questo motivo il dialetto di Taishan è servito a lungo come lingua franca dei cinesi oltremare, soprattutto in America del Nord, fino agli anni settanta.